# Sabine Schmiesing
Sabine Schmiesing (* 1969) ist eine ehemalige deutsche Basketballspielerin.

## Laufbahn
Die 1,92 Meter messende Innenspielerin trat bis 1994 mit TSV Bayer 04 Leverkusen in der Damen-Bundesliga an, 1994/95 spielte sie in derselben Liga für den TV Bensberg. Von 1998 bis 2000 spielte sie mit der BG Rentrop Bonn in der höchsten deutschen Spielklasse. Später verstärkte die Innenspielerin die DJK Köln-Nord, mit der sie noch mit Ende 30 in der zweiten Liga ins Rennen ging. Im Ü40-Alter nahm Schmiesing, die beruflich als Rechtsanwältin und Mediatorin tätig wurde, mit der BG Köln an deutschen Meisterschaften teil.